# Aaro Pajari
Aaro Olavi Pajari (17 de julio de 1897, Asikkala – 14 de octubre de 1949, Kokkola) fue un mayor general en el ejército finlandés. Durante la Segunda Guerra Mundial, se convirtió en uno de los cuatro destinatarios dobles de la Cruz de Mannerheim de segunda clase.
Su mayor logro fue la victoria finlandesa en la Batalla de Tolvajärvi en la Guerra de Invierno, donde su pequeña fuerza finlandesa derrotó a un ejército soviético mucho más grande. Pajari pasó a servir durante la Guerra de Invierno, la Guerra de Continuación, y la Guerra de Laponia, adquiriendo popularidad por su éxito en el liderazgo de pequeñas unidades y operaciones de estilo guerrillero.

## Vida antes de la Segunda Guerra Mundial
El padre de Aaro Pajar fue el diputado y maestro Olli Pajari y su madre fue Maria Helena Laatunen. Como estudiante de secundaria en 1916, Pajari estudió en la escuela mixta Lahti, al año siguiente se unió al cuerpo de protección, participó en la guerra civil finlandesa en el bando blanco como líder de pelotón y comandante de compañía. Pajari resultó herido en las batallas de Oulu y Heinola. En 1918-1919, completó breves cursos temporales para oficiales y permaneció en el ejército. Pajari participó en el Expedición de Aunus, se graduó de la Escuela de Cadetes como un Yleni y se convirtió en capitán en 1923. Pajari completó el primer curso de la Academia Militar en 1924–1926 y recibió el rango de oficial de estado mayor general en 1931. Se desempeñó como comandante de compañía en varias tropas y divisiones durante 1919-1926, como comandante del distrito de protección en Karelia del Norte en 1926-1930 y en Häme del Norte en 1932-1939. En esos periodos, fue el jefe del departamento de formación del personal del protectorado durante dos años.
La esposa de Pajar desde 1928 fue Kaija Björklund (f. 1953).

## Segunda Guerra Mundial

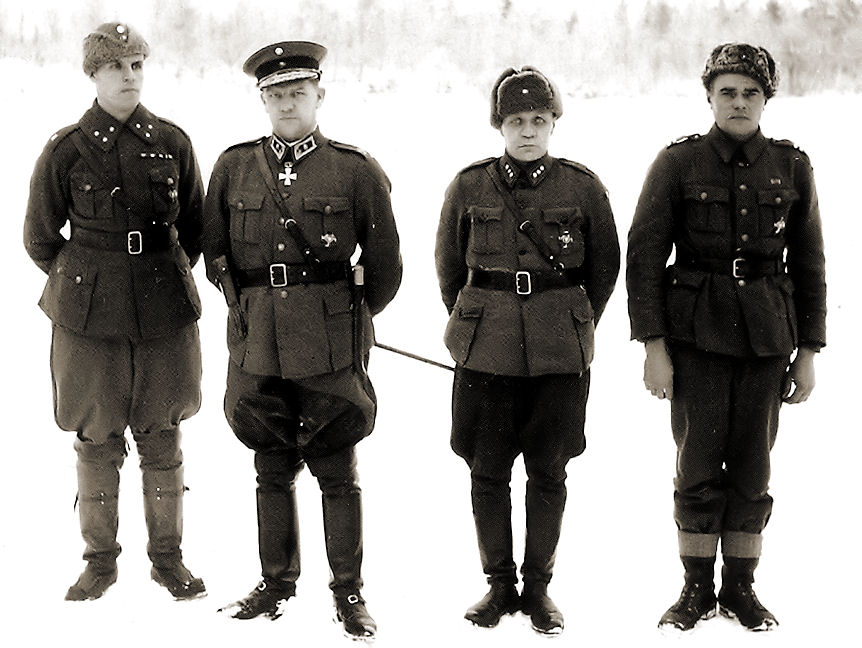
Caballeros de la Cruz de Mannerheim: De izquierda a derecha, el capitán Eero Kivelä, el general de división Aaro Pajari, el capitán Juho Pössi y el cabo Vilho Rättö.

Al comienzo de la Guerra de Invierno, Pajar tenía bajo su mando al Regimiento de Infantería 16 (JR 16) como teniente coronel. Pajari lideró la primera operación exitosa para los finlandeses en la Guerra de Invierno al derrotar a la 139.ª División soviética en la Batalla de Tolvajärvi el 12 de diciembre de 1939 y luego avanzó unos 40 kilómetros al este hasta Aittojoki. Fue ascendido a coronel el 18 de diciembre de 1939. En Tolvajärvi, el Destacamento Pajari trabajó como parte del Grupo Talvela, y después de que Paavo Talvela se trasladara a Kannas, Pajari se convirtió en el comandante de todo el grupo.
Al comienzo de la Guerra de Continuación, el Coronel Pajari comandaba la 18,ª División, que en agosto de 1941 hizo un gran avance en el Istmo, por lo que Pajari fue nombrado Caballero de la Cruz de Mannerheim N° 12 el 14 de septiembre de 1941. Fue ascendido a General de División el 3 de octubre de 1941. En 1942, lideró la captura de Suursaari. Pajari fue transferido a comandante de la 3.ª división el 21 de octubre de 1943, cargo en el que se desempeñó hasta el 21 de octubre de 1944. En el momento de la ocupación soviética en junio de 1944, Pajari comandaba la 3.ª división en el istmo de Carelia en las batallas tanto de la posición VT como de la posición VKT.
Pajar fue condecorado por segunda vez con la Cruz de Mannerheim el 16 de octubre de 1944, por la toma de la ciudad de Tornio en la Guerra de Laponia con una valiente operación.
Pajarin fue acusado de supuestamente abusar de los presos políticos finlandeses. Sin embargo, los cargos resultaron infundados, razón por la cual la comisión de control lo absolvió de los cargos. El 21 de octubre de 1944, Pajari fue enviado desde la Guerra de Laponia al Cuartel General, donde fue arrestado por orden de la Comisión de Control Aliada. Debido a un defecto cardíaco, fue trasladado al Hospital de Tilkka, donde le trajeron la noticia de que no se presentarían cargos en su contra.
El sobrino de Aaro Pajar, el teniente Risto Ekala, de 21 años, murió en batalla en Rukajärvi a principios de agosto de 1941.

## Vida posterior

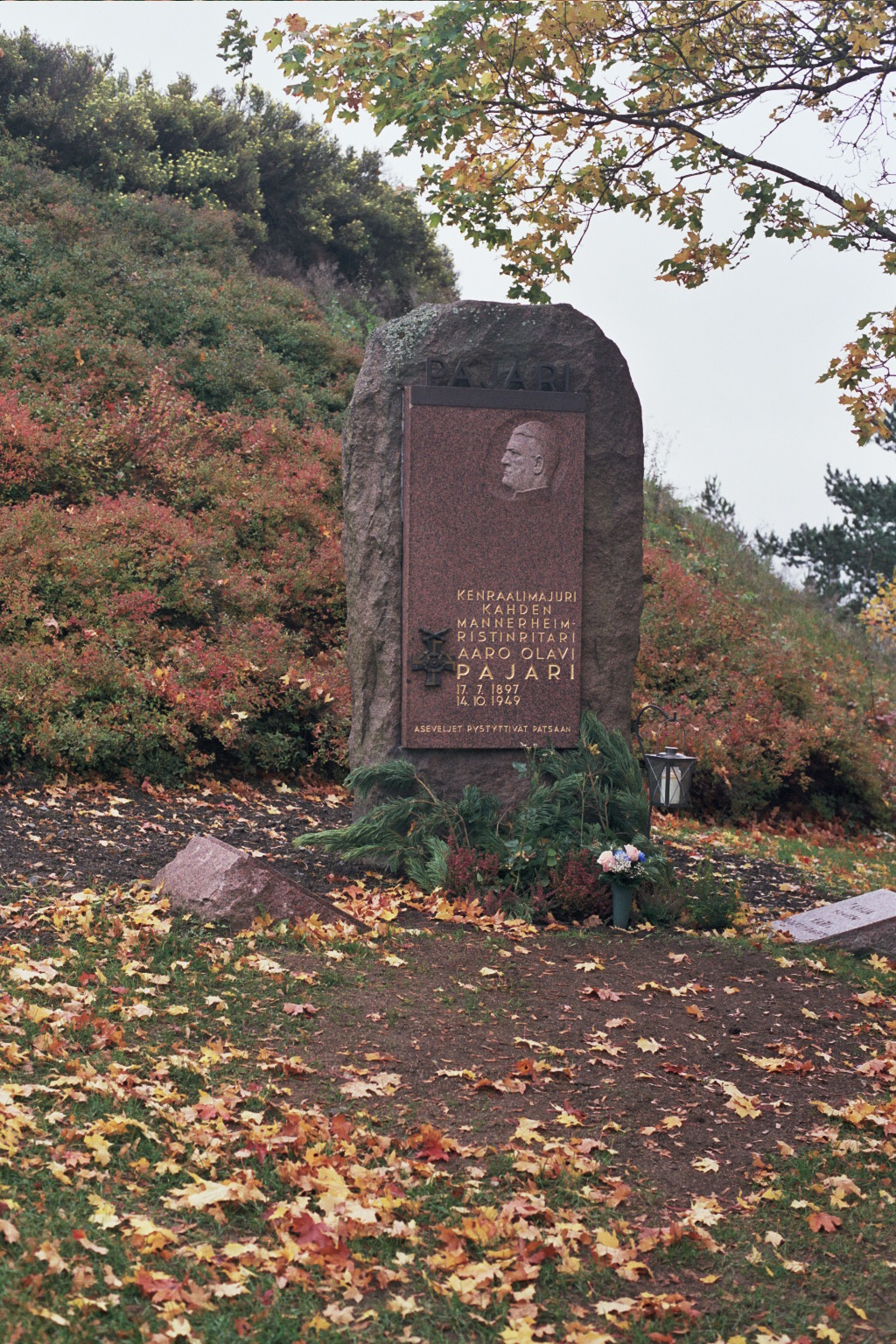
La tumba de Pajar en el cementerio de Kalevankanka en Tampere.

Pajari sufría problemas cardíacos y murió de un infarto durante un viaje de negocios en Ostrobotnia en 1949. Está enterrado en el cementerio Kalevankankaa en Tampere, cerca de las tumbas de los héroes. La piedra conmemorativa de Pajar diseñada por Unto Ojosen se erigió en Asikkala el 6 de marzo de 1977. La placa conmemorativa de la casa y la escuela de su infancia en la pared del edificio de la escuela Möysä en Lahti se inauguró el 22 de octubre de 1981.

## Los "hijos" de Pajari
Pajari alcanzó una reputación legendaria. Era una persona contradictoria y pintoresca, criticada por muchos colegas pero apreciada por sus subordinados. Se formó un vínculo excepcionalmente fuerte entre Pajar y sus hombres. Ya durante la guerra, sus subordinados comenzaron a llamarse "los hijos de Pajar".
Estos hijos incluían, entre otros, al director de la Compañía Finlayson, Eero Kivelä, al alcalde de Tampere, Erkki Lindfors, y al presidente del consejo de la ciudad de Tampere y profesor, Lauri Santamäki. Entre ellos, Lindfors y Santamäki crearon el Aseveliakseli (coalición política proocidental) de Tampere después de las guerras, que tuvo un gran impacto en el desarrollo de Tampere.
En 2006 se fundó Pajarin Poikien Perinneyhdistys, cuya zona de actuación es la provincia de Pirkanmaa, es decir, la zona que formó el distrito militar de Pohjois Häme en 1939. Entre otros miembros figuran el nieto de Aaro Pajar, el gerente de panadería de Linkosuo y Jarmo Talasrinne, quien pertenece a la junta directiva de la asociación. En 2018, el número de miembros de la asociación era de 174.

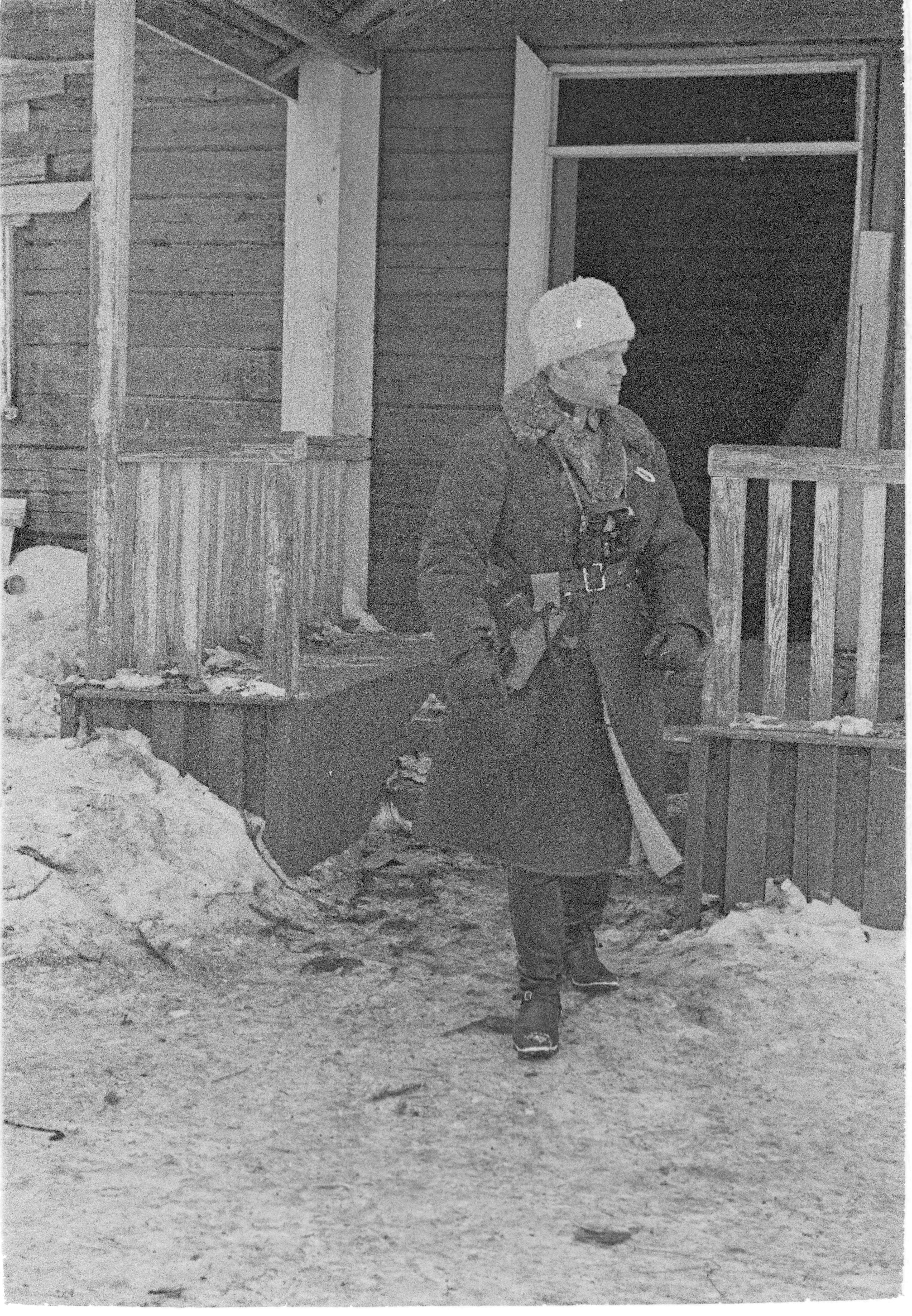
Coronel Pajari en frente de la base Tolvajärvi. SA-kuvat

## Destino de sus medallas
Tras la muerte de Aaro Pajari, su único hijo Kari Pajari recibió su medalla. Cuando Kari Pajari murió en 1970, su exesposa Outi Kuosa compró las insignias de la subasta de la finca. En 1996, Kousa pasó de contrabando las medallas a Gran Bretaña y las puso a la venta en la subasta de Sotheby's. Los herederos de Aaro Pajar se enteraron de la subasta de medallas y tomaron medidas para evitar la subasta. Con la ayuda de la ministra de Defensa, Anneli Taina, las medallas fueron devueltas a Finlandia. Dado que se disputó la propiedad de las medallas, permanecieron en la bóveda del banco de Nordea durante el juicio que duró diez años. Al final, las hijas de Pajar donaron su herencia al estado. Después de esto, se canceló la propiedad de las medallas de Outi Kuosa y las insignias se entregaron al Museo Nacional.